# 조반니 바티스타 레
조반니 바티스타 레(이탈리아어: Giovanni Battista Re, 1934년 1월 30일 ~ )는 이탈리아의 로마 가톨릭교회 추기경이다. 2001년 추기경에 서임되었다. 2000년부터 2010년까지 교황청 주교성 장관을 지냈으며, 2013년 콘클라베에서 선임 주교급 추기경으로서 콘클라베를 주재했다. 2020년부로 추기경단 단장을 맡고 있다.